# Elke dag een nieuwe hoed
 Elke dag een nieuwe hoed is het derde studioalbum van de Nederlandse band De Dijk, uitgebracht in 1985. De teksten van alle nummers zijn geschreven door Huub van der Lubbe. 

## Nummers
| Nr. | Titel                       | Schrijver(s)                           | Duur |
| --- | --------------------------- | -------------------------------------- | ---- |
| 1.  | De cowboy met de witte hoed | Hans van der Lubbe, Huub van der Lubbe | 3:24 |
| 2.  | Veel nacht en weinig maan   | Pim Kops, Huub van der Lubbe           | 4:50 |
| 3.  | Nooit meer terug            | Hans van der Lubbe, Huub van der Lubbe | 4:08 |
| 4.  | Wat nog meer                | Pim Kops, Huub van der Lubbe           | 4:13 |
| 5.  | Groot hart                  | Nico Arzbach, Huub van der Lubbe       | 3:15 |

| Nr. | Titel                          | Schrijver(s)                                                    | Duur |
| --- | ------------------------------ | --------------------------------------------------------------- | ---- |
| 1.  | Dit bittere eind               | Hans van der Lubbe, Huub van der Lubbe                          | 4:24 |
| 2.  | Je zou me nou eens moeten zien | Nico Arzbach, Huub van der Lubbe                                | 3:15 |
| 3.  | Binnen zonder kloppen          | Pim Kops, Huub van der Lubbe                                    | 4:45 |
| 4.  | Elke keer                      | Antonie Broek, Pim Kops, Hans van der Lubbe, Huub van der Lubbe | 2:40 |
| 5.  | Elke dag een nieuwe hoed       | Nico Arzbach, Huub van der Lubbe                                | 3:08 |